# Nikolai Dmitrijewitsch Papaleksi
Nikolai Dmitrijewitsch Papaleksi (russisch Николай Дмитриевич Папалекси, wiss. Transliteration Nikolaj Dmitrijevič Papaleksi; * 20. Novemberjul. / 2. Dezember 1880greg. in Simferopol, Krim; † 3. Februar 1947 in Moskau) war ein sowjetischer Hochfrequenztechniker.
Er entstammte einer Offiziersfamilie griechischen Ursprungs. Sein Vater starb, als er vier Jahre alt war. Er lebte danach mit seiner Mutter in Poltawa, wo er das Gymnasium besuchte. Er studierte dann Physik in Berlin, wechselte nach einem Jahr an die Universität Straßburg, wo er sich mit Leonid Isaakowitsch Mandelstam anfreundete und bei Ferdinand Braun 1904 mit einer Schrift über schnelle elektrische Schwingungen promovierte. Mit seiner weiteren Forschung in Straßburg wurde er Titular-Professor. 1907 wechselte er an das J.J. Thomsons Labor in Cambridge.
1914 kehrte er nach Russland zurück und errichtete im folgenden Jahr die funktelegrafische Linie von Petrograd zum knapp 30 km südlich gelegenen Zarskoje Selo.
1918 bis 1922 lehrte er am Polytechnischen Institut in Odessa und wechselte dann an das Zentrale Radiolaboratorium in Nischni Nowgorod, wo er bis 1935 in leitender Stellung maßgeblich an der Entwicklung und dem Aufbau einer landeseigenen Elektronenröhrenproduktion beteiligt war. Mit seinen Röhren führte er drahtgebundene und drahtlose Telefonieversuche durch. Ferner entwickelte er eine Interferenzmethode zur Messung der Verteilung der Radiowellen auf der Erdoberfläche. Ab 1930 arbeitete er an der Funkortung.
Er und Mandelstam veröffentlichten zusammen über 20 Schriften und erhielten über 30 Patente. Papaleksi erhielt 1942 den Stalinpreis und 1945 den Leninorden. 1931 wurde er korrespondierendes und 1939 Vollmitglied der Akademie der Wissenschaften der UdSSR. Nach ihm ist der Mondkrater Papaleksi benannt.

## Werke
- Sobranie trudov; Akademija Nauk SSSR; 1948